# Bracon hilarellus
Bracon hilarellus är en stekelart som beskrevs av Otto Schmiedeknecht 1897. Bracon hilarellus ingår i släktet Bracon och familjen bracksteklar. Utöver nominatformen finns också underarten B. h. oraniensis.